# Selina Chönzová
Selina Chönzová (4. srpna 1910 Samedan – 17. února 2000 Samedan) byla švýcarská spisovatelka, která tvořila v hornoengadinském dialektu rétorománštiny.

## Životopis
Narodila se jako Selina Mayerová. Její otec Anton Meyer pocházel z německého Hofu a pracoval jako tiskař, její matkou byla Marie Louise Ronziová. Absolvovala penzionát École Vinet v Lausanne, pak byla guvernantkou v rodině Moulton-Mayerových v Anglii a učitelkou v Zuozu. Nadchla se pro pedagogické metody Marie Montessori a Emmy Walserové, usadila se v Curychu a vedla kursy pro budoucí učitelky v mateřských školách. Spolupracovala také s avantgardním souborem Cabaret Cornichon a pod vlivem Mena Raucha se začala věnovat literární činnosti.
Provdala se za architekta Iachena Ulricha Könze, jejím synem byl malíř Steivan Liun Könz. Od roku 1940 žila ve vesnici Guarda. Příjmení Könz si později upravila na rétorománské Chönz.
Nejznámějším dílem Seliny Chöntzové je dětská kniha Cinkající Ursli (rétorománsky Uorsin, německy Schellen-Ursli) z roku 1945. Popisuje v ní engadinský zvyk Chalandamarz, při němž děti začátkem března procházejí vesnicí a zvoní, aby zahnaly zimu. Hlavním hrdinou knížky je chlapec Ursli, který se vydává do hor, aby přinesl největší zvonec a mohl vést průvod. K popularitě knihy přispěly také ilustrace Aloise Carigieta a Švýcarská pošta vydala známku s jejím motivem. Stala se klasickou školní četbou a byla přeložena do deseti jazyků. Marius Felix Lange podle ní zkomponoval operu a v roce 2015 knihu zfilmoval Xavier Koller (česky se film promítal pod názvem Malý horal).

## Dílo
- La chastlauna (1940)
- Il purtret da l'antenat (1943)
- Uorsin (1945)
- La scuvierta da l'ormae (1950)
- Flurina (1952)
- La naivera (1964)
- L'otra via (1979)